# منتج صحي طبيعي
يستخدم مصطلح المنتج الصحي الطبيعي (NHP) في كندا لوصف مواد مثل الفيتامينات، والعناصر الغذائية، والتداوي بالأعشاب، واستعدادات المعالجة المثلية ومشروبات الطاقة والبروبيوتيك والطب البديل والطب التقليدي. أظهرت دراسة أُجريت في عام 2010 أن 73% من الكنديين يستهلكون المنتجات الصحية الطبيعية بصورة منتظمة. يمكن الحصول على المنتج الصحي الطبيعي(NHP) دون وصفة طبية ويجب أن يكون آمناً للاستخدام بوصفه منتج لا يحتاج إلى وصفة طبية.

## اللائحة
تُنَظِم منتجات الرعاية الصحية الطبيعية حاليًا اللوائح التنفيذية للمنتجات الصحية الطبيعية بموجب قانون الأغذية والأدوية. تتناول اللوائح بيع المنتجات الصحية الطبيعية وتصنيعها وتعبئتها ووسمها واستيرادها لبيع المنتجات الصحية الطبيعية وتوزيعها وتخزينها. وبموجب اللوائح، تتطلب جميع المنتجات الصحية الطبيعية رقم تعريف للأدوية الطبيعية (NPN) مماثلاً لأرقام تعريف الدواء (DINs) التي تُستَخدم لتحديد الأدوية ومراقبتها في كندا.
تُعرَّف المنتجات الصحية الطبيعية المحددة في كندا بأنها:
- الفيتامينات والمعادن

- التداوي بالأعشاب.
- أدوية المعالجة المثلية.

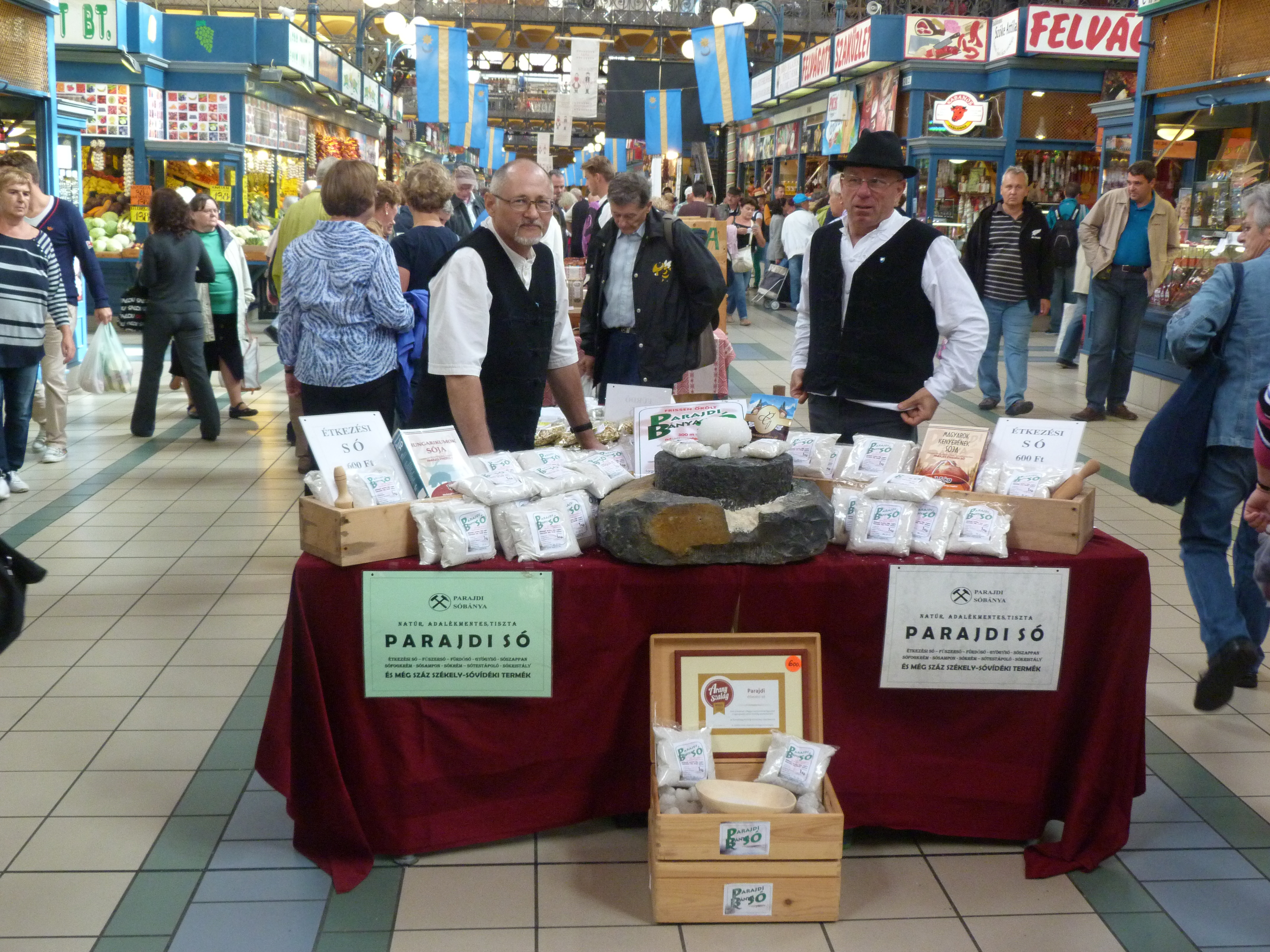
ملح سيكيلي لاند، 2014

- الطب التقليدي مثل أدوية الطب الصيني .
- البروبيوتيك.
- ومنتجات أخرى مثل الأحماض الأمينية والأحماض الدهنية الأساسية.